# ألدو بولو
ألدو بولو (بالإسبانية: Aldo Polo)‏ (31 أغسطس 1983 بمدينة مكسيكو في المكسيك - ) هو لاعب كرة قدم مكسيكي في مركز الدفاع. لعب مع كلوب ليون ونادي بويبلا ونادي تيخوانا ودورادوس سينالوا ونادي كوريكامينوس ‏ واستوديانتس دي التاميرا ‏.

## روابط خارجية
- ألدو بولو على موقع قاعدة بيانات كرة القدم.إي يو (الإنجليزية)
- ألدو بولو على موقع Soccerway.com (الإنجليزية)